# Billy Connolly

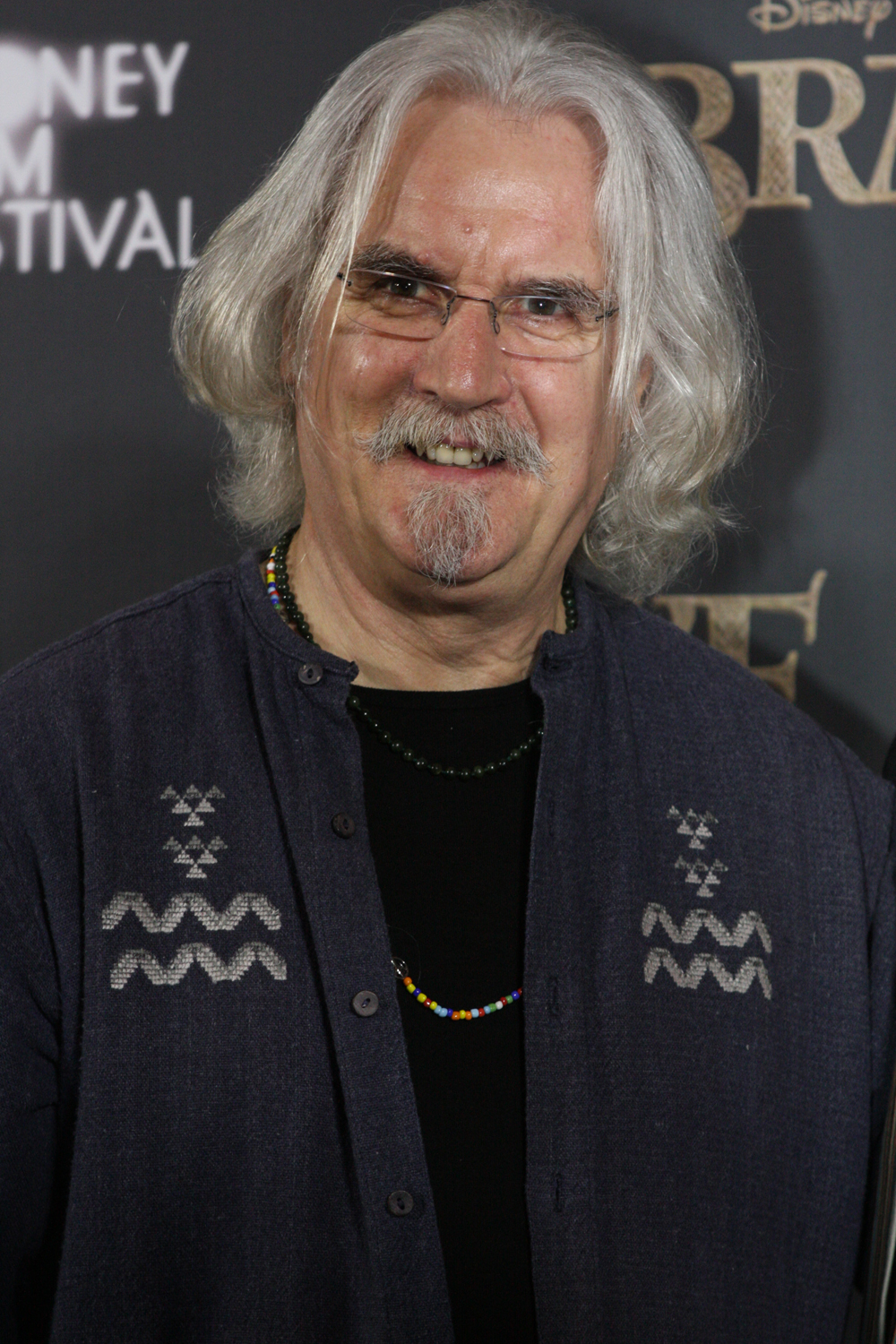
Billy Connolly (Sydney, 2012)

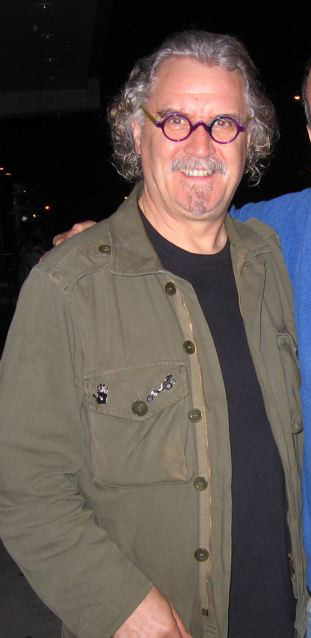
Billy Connolly (2006)

Sir William „Billy“ Connolly CBE (* 24. November 1942 in Anderston, Glasgow) ist ein schottischer Komiker, Musiker, Moderator und Schauspieler. In seiner Heimat ist er unter dem Spitznamen „The Big Yin“ („Der Große“) bekannt.

## Kindheit und Jugend
Billy Connolly wurde als Nachfahre irischer Einwanderer in Glasgow geboren und wuchs in verschiedenen Arbeitervororten der Stadt auf. Schon früh hatte er Ambitionen, Komiker zu werden. Mit 15 Jahren verließ er die Schule und wurde, wie damals viele der Arbeiterkinder, Schweißer auf den Glasgower Werften. In dieser Zeit begann er, sich für Folkmusik zu interessieren und verschiedene Instrumente zu lernen. In den 1960er Jahren gab er den Schweißerberuf auf, um sich endgültig der Musik zu widmen.

## Karriere

### Folkmusik
Gemeinsam mit Tam Harvey gründete Connolly eine Band namens The Humblebums, in der später auch Gerry Rafferty Mitglied war. Connolly sang, spielte Banjo und Gitarre und unterhielt das Publikum zwischen den Stücken mit Witzen und Anekdoten. Als sich die Band auflöste, wurde er zum Solokünstler und Komiker. Durch Auftritte in der Fernsehshow Parkinson wurde Billy auch außerhalb Schottlands bekannt.
Connollys frühen Alben waren eine Mischung aus Comedy und komischen sowie ernsthafteren Musikeinlagen. 1975 konnte er mit dem Comedy-Titel D.I.V.O.R.C.E. einen Nummer-eins-Hit in England landen. Nach und nach nahm der Comedyteil zu und der Musikteil ab, so dass das Programm seit den 1980er Jahren so gut wie keine Musikeinlagen mehr enthält. Trotzdem nimmt er immer noch Musik auf und sang zum Beispiel im Film Lemony Snicket – Rätselhafte Ereignisse.

### Stand-up Comedy
Am bekanntesten ist Connolly als Stand-up-Comedian. Sein Markenzeichen ist neben seinem Erscheinungsbild und seinem breiten Glasgower Dialekt seine Beobachtungsgabe und der freie Gebrauch von Flüchen sowie seine vor allem in den 1970er und 1980er Jahren unkonventionelle Themenwahl (von Fäkalthemen über Krankheit bis zur Arbeiterklasse und Blasphemie).
Eines seiner bekanntesten Programme, „The Crucifixion“ (Die Kreuzigung), vergleicht das letzte Abendmahl mit einer feuchtfröhlichen Nacht in Glasgow und wurde von vielen Radiostationen der damaligen Zeit boykottiert.

### Schauspieler
In den 70er Jahren begann Connolly seine dritte Karriere als Schauspieler, womit er erstmals als Hauptdarsteller der Sitcom Head of the Class 1990 erfolgreich war, gefolgt von einer weiteren Show namens Billy.
Seitdem ist Connolly nicht nur als Komödiant, sondern auch als Charakterschauspieler in diversen Filmen erfolgreich. Von den Kritikern am besten aufgenommen wurde seine Rolle im Film Ihre Majestät Mrs. Brown, in dem er mit Dame Judi Dench zu sehen war. Für seine Rolle erhielt er Nominierungen für den BAFTA- und den Screen Actors Guild Awards. Auch spielte er die begehrte Rolle des Mörders in der Columbo-Folge Mord nach Takten (Originaltitel: Murder with Too Many Notes), die im Jahre 2001 erstmals ausgestrahlt wurde.
Am 8. Februar 2012 gab der neuseeländische Filmregisseur Peter Jackson bekannt, dass Connolly als Zwergenanführer Dain II. Eisenfuß in der Verfilmung des Tolkien-Romans Der Hobbit zu sehen sein werde.

### Sonstiges
In den letzten Jahren filmte Connolly eine Reihe von Reiseberichten unter dem Namen Billy Connolly's World Tour of…, die seriöse Berichte über Geschichte, Kultur und Einheimische des jeweiligen Landes mit Ausschnitten zum jeweiligen Thema aus seinem Bühnenprogramm kombinieren.
1998 wurde Connolly eine zweistündige Hommage namens Erect for 30 Years gewidmet, die Kommentare von Sean Connery, Whoopi Goldberg, Robin Williams, Dustin Hoffman und anderen enthält. Zwei Biographien über Billy Connolly wurden von seiner zweiten Frau, Pamela Stephenson, verfasst.
Hauptsynchronsprecher von Connolly war Thomas Danneberg.
Im September 2013 wurde bekannt, dass Connolly unter Prostatakrebs sowie der Parkinson-Krankheit leidet. Er kündigte an, weiter zu arbeiten und aufzutreten. Wenige Wochen später wurde er erfolgreich operiert, und die Ärzte erklärten ihn für frei von Krebs.

## Auszeichnungen
Billy Connolly wurde 2001 von der Universität Glasgow mit der Ehrendoktorwürde ausgezeichnet. 2003 erhielt er einen BAFTA für sein Lebenswerk und den Titel Commander of the British Empire (CBE). 2010 wurde er von der Stadt Glasgow mit der Auszeichnung Freedom of the City geehrt.

## Filmografie (Auswahl)
- 1978: Absolution
- 1979: The Secret Policeman’s Ball
- 1981: Billy Connolly ’Bites Yer Bum!’
- 1982: The Secret Policeman’s Other Ball
- 1983: Ein tollkühner Himmelhund (Bullshot)
- 1985: Wasser – Der Film (Water)
- 1985: Die Jagd nach dem Schwarzgeld (Blue Money, Fernsehfilm)
- 1989: Die Rückkehr der Musketiere (The Return of the Musketeers)
- 1990: The Big Man
- 1993: Ein unmoralisches Angebot (Indecent Proposal)
- 1995: Pocahontas
- 1996: Muppets – Die Schatzinsel (Muppet Treasure Island)
- 1997: Beverly Hills Ninja – Die Kampfwurst
- 1997: Ihre Majestät Mrs. Brown (Mrs Brown)
- 1998: Still Crazy
- 1999: The Debt Collector
- 1999: Der blutige Pfad Gottes (The Boondock Saints)
- 1999: Hinterm Mond gleich links (3rd Rock from the Sun, Fernsehserie, Folge 5x04 Dial M for Dick)
- 2000: Columbo: Mord nach Takten (Murder with Too Many Notes, Fernsehreihe, Folge 10x68)
- 2000: Beautiful Joe
- 2000: Mit oder ohne – was Männer haben sollten (An Everlasting Piece)
- 2001: Gabriel & Me
- 2001: Jagd auf Mr. Tout (Who Is Cletis Tout?)
- 2001: Ein Kuss mit Folgen (Prince Charming, Fernsehfilm)
- 2001: Der Mann, der Gott verklagte (The Man Who Sued God)
- 2002: Weißer Oleander (White Oleander)
- 2003: Last Samurai (The Last Samurai)
- 2003: Timeline
- 2004: Lemony Snicket – Rätselhafte Ereignisse (Lemony Snicket’s A Series Of Unfortunate Events)
- 2005: Fuck
- 2006: Fido – Gute Tote sind schwer zu finden (Fido)
- 2006: Garfield 2 (Garfield: A Tail of Two Kitties)
- 2006: Jagdfieber (Open Season, Stimme)
- 2008: Akte X – Jenseits der Wahrheit (The X-Files: I Want To Believe)
- 2008: Jagdfieber 2 (Open Season 2, Stimme)
- 2009: Good Sharma
- 2009: Der blutige Pfad Gottes 2 (The Boondock Saints II: All Saints Day)
- 2010: Gullivers Reisen – Da kommt was Großes auf uns zu (Gulliver’s Travels)
- 2012: Dr. House (House M.D., Fernsehserie, Folge 8x14 Love is Blind)
- 2012: Quartett (Quartet)
- 2012: Merida – Legende der Highlands (Brave, Stimme)
- 2014: Ein Schotte macht noch keinen Sommer (What We Did on Our Holiday)
- 2014: Der Hobbit: Die Schlacht der Fünf Heere (The Hobbit: The Battle of the Five Armies)
- 2016: Wild Oats

## Diskografie

### Alben
| Jahr | Titel                    | Höchstplatzierung, Gesamtwochen, AuszeichnungChartsChartplatzierungen (Jahr, Titel, Platzierungen, Wochen, Auszeichnungen, Anmerkungen) | Anmerkungen |
| Jahr | Titel                    | UK | Anmerkungen |
| ---- | ------------------------ | --- | ----------- |
| 1974 | Solo Concert             | UK8 Gold · (33 Wo.)UK |             |
| 1975 | Cop Yer Whack For This   | UK10 Gold · (29 Wo.)UK |             |
| 1975 | Words and Music          | UK34 (10 Wo.)UK |             |
| 1975 | Get Right Intae Him      | UK6 Gold · (14 Wo.)UK |             |
| 1975 | Live                     | UK— SilberUK |             |
| 1976 | Atlantic Bridge          | UK20 Silber · (9 Wo.)UK |             |
| 1978 | Raw Meat for the Balcony | UK57 Silber · (3 Wo.)UK |             |
| 1981 | Pick of Billy Connolly   | UK23 Gold · (8 Wo.)UK |             |
| 1987 | Billy and Albert         | UK81 (2 Wo.)UK |             |
| 1998 | Classic Connolly         | UK— GoldUK |             |
| 2002 | Classic                  | UK82 (1 Wo.)UK |             |
| 2002 | Two Night                | UK84 (1 Wo.)UK |             |
| 2020 | The Ultimate Collection  | UK69 (1 Wo.)UK |             |

### Singles
| Jahr | Titel Album                        | Höchstplatzierung, Gesamtwochen, AuszeichnungChartsChartplatzierungen (Jahr, Titel, Album, Platzierungen, Wochen, Auszeichnungen, Anmerkungen) | Anmerkungen |
| Jahr | Titel Album                        | UK | Anmerkungen |
| ---- | ---------------------------------- | --- | ----------- |
| 1975 | D.I.V.O.R.C.E. Get Right Intae Him | UK1 Silber · (10 Wo.)UK |             |
| 1976 | No Chance (No Charge)              | UK24 (5 Wo.)UK |             |
| 1979 | In the Brownies Riotous Assembly   | UK38 (7 Wo.)UK |             |
| 1985 | Super Gran                         | UK32 (9 Wo.)UK |             |